# Tony Hawk’s Pro Skater 5
Tony Hawk’s Pro Skater 5 (сокращенно THPS5) — компьютерная игра в жанре аркадного симулятора скейтбординга, разработанная студиями Robomodo и Disruptive Games. Выпущена Activision 29 сентября 2015 года на платформах PlayStation 4 и Xbox One. Студия Fun Labs работала над версиями для Xbox 360 и PlayStation 3, которые были выпущены 15 декабря того же года. Шестнадцатая игра в серии Tony Hawk’s, первое за восемь лет продолжение основной линейки игр, ранее остановившееся на Tony Hawk’s Proving Ground.
По причине истечения лицензионного соглашения между Тони Хоуком и компанией Activision в конце 2015 года, игра была наспех сделана за несколько месяцев и выпущена незавершенной. После релиза игра стала коммерческим провалом, получив разгромные отзывы критиков, которые ругали игру за графику, множество багов, проблемное управление и плохой дизайн.

## Разработка
7 ноября 2014 года Тони Хоук подтвердил, что сиквел Pro Skater находится в разработке. В январе 2015 года, во время конференции Sony на CES, скейтер заявил, что новая игра «куда лучше, чем он ожидал», и выйдет на PlayStation 4 в течение 2015 года. Как знак возвращения к истокам серии, новая игра была названа Tony Hawk’s Pro Skater 5. В интервью сайту GameSpot на E3 2015 Хоук рассказал, что Robomodo, разработчики игры, проконсультировались с некоторыми бывшими сотрудниками Neversoft, чтобы удостовериться, что ощущения от игрового процесса Pro Skater 5 соответствуют классическим играм серии.
Так как в конце 2015 года у издателя истекал срок на лицензию, игра была наспех сделана за несколько месяцев и выпущена незавершенной и плохо прорекламированной. Игра была настолько незавершенной, что отказывалась запускаться без обязательного «патча первого дня», который занимал больше места, чем сама игра. Фактически игра без патча содержала только обучение и режим создания парка, патч — всё остальное. После первых неутешительных отзывов от игроков и критиков касательно крайне устаревшей графики, Robomodo за два месяца до релиза полностью переработали визуальную часть игры, сменив реалистичный стиль на мультяшный с использованием технологии сел-шейдинг. Activision продвигали это решение как сугубо личное, не связанное с отзывами игроков, а направленное строго на улучшение общего качества и стабильности картинки, однако игра получила разгромные отзывы критиков после релиза.
В 2017 году сервера игры были закрыты. Так как для работы игры было необходимо онлайн-подключение, это сделало Pro Skater 5 неиграбельной.

## Отзывы
| Сводный рейтинг | Сводный рейтинг | Сводный рейтинг |
| Издание         | Оценка          | Оценка          |
| Издание         | PS4             | Xbox One        |
| --------------- | --------------- | --------------- |
| GameRankings    | 32,96 %         | 39,38 %         |